# Оикава, Юя
Юя Оикава (яп. 及川佑) — японский конькобежец. Серебряный призёр чемпионата мира на 500 м (2007), трёхкратный обладатель Кубка мира на дистанции 100 м (2006, 2007, 2009).

## Биография
На чемпионате мира по отдельным дистанциям 2005 года занял четвёртое место на 500 м.
На Олимпийских играх 2006 года в Турине опять занял 4-е место на дистанции 500 м. В том же году стал обладателем Кубка мира на дистанции 100 м.
В 2007 стал серебряным призёром чемпионата мира на 500 м и вновь завоевал Кубок мира на сверхкороткой дистанции 100 м.
На Олимпийских играх 2010 в Ванкувере стал 13-м на дистанции 500 м.

## Рекорд мира
7 марта 2009 года на финале Кубка мира в Солт-Лейк-Сити установил мировой рекорд на дистанции 100 м — 9.40 c. Со следующего сезона ИСУ исключила дистанцию 100 м из Кубка мира и списка дистанций, на которых устанавливаются мировые рекорды.